# Pizzo del Becco
Il Pizzo del Becco, alto 2507 m s.l.m., è una montagna delle Alpi Orobie, in provincia di Bergamo.
È una cima rocciosa di aspetto imponente, caratterizzata dalla presenza di pareti, guglie e creste. Si trova in alta Val Brembana, appena a nord della conca dei Laghi Gemelli.

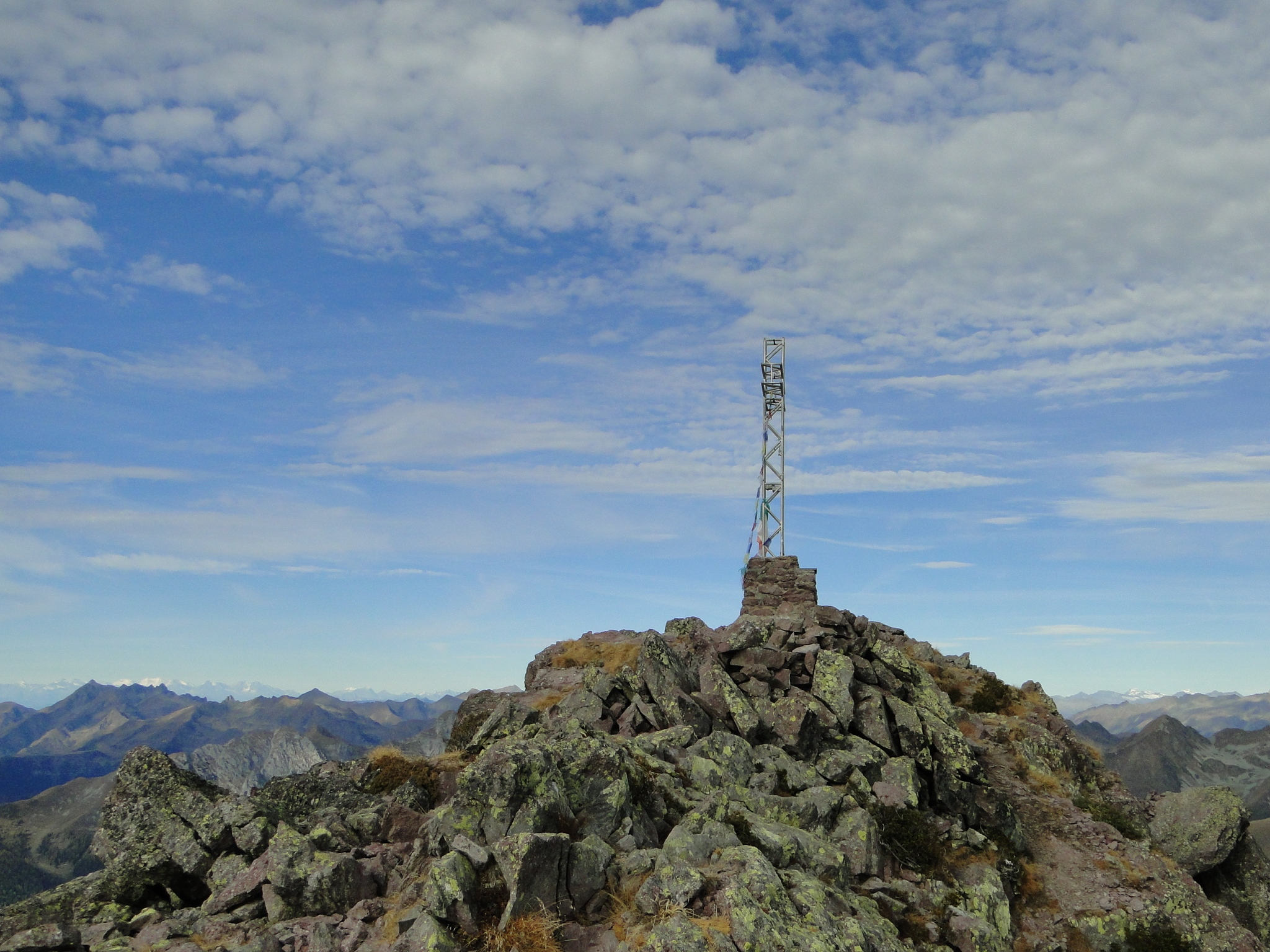
La vetta

Sulla cima è stata posta nel 1987 una croce realizzata dal Gruppo Alpinistico Penne Nere del quartiere di Boccaleone (Bergamo). La vetta offre una veduta panoramica sui sottostanti Laghi Gemelli, sulla Valle dei Frati, sulla Val Carisole e sulle vette di tutto l'arco orobico, mentre in lontananza si scorgono le cime delle Alpi Retiche.

## Accessi

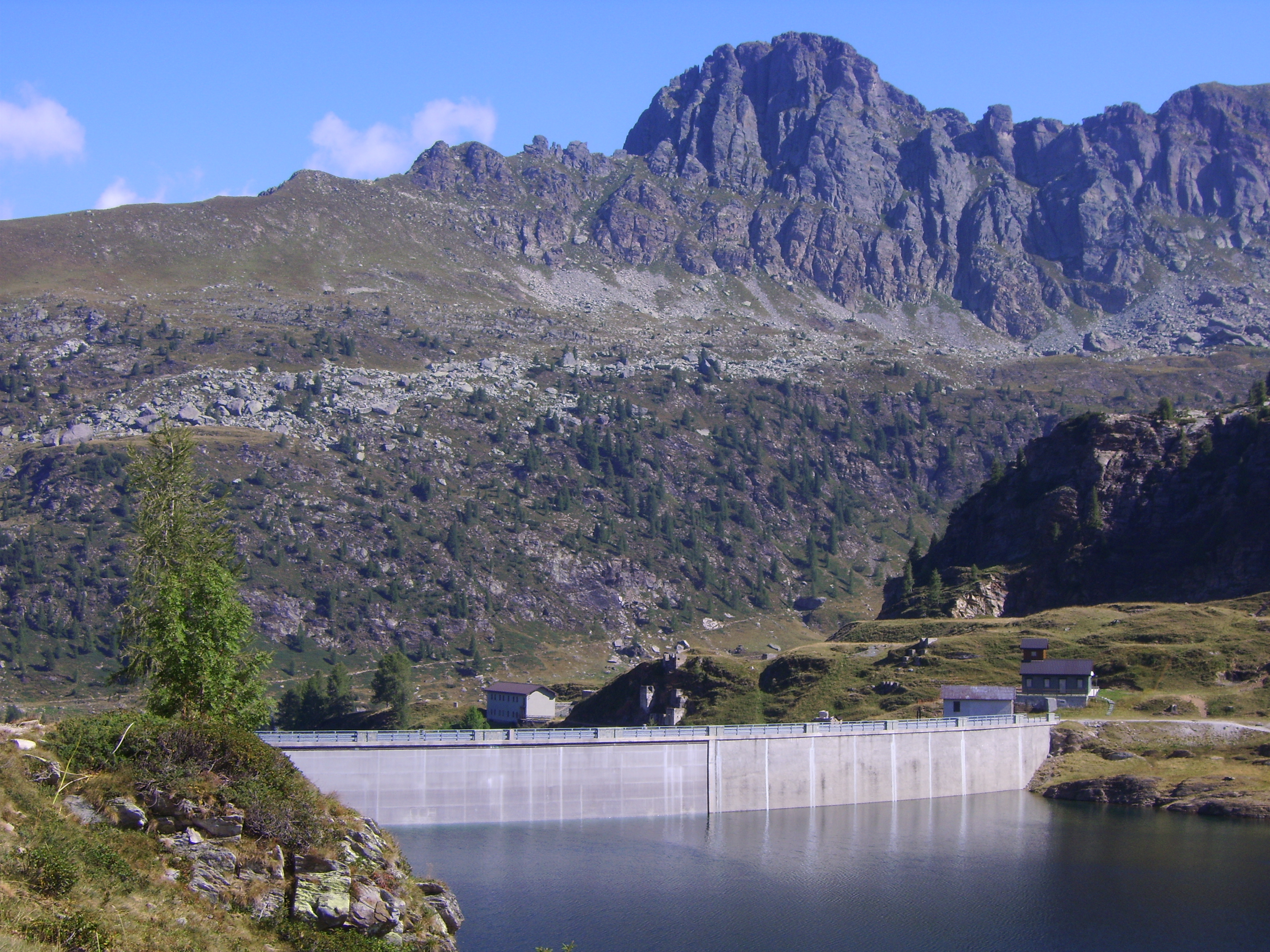
Il Pizzo del Becco visto dai Laghi Gemelli

Una delle vie più frequentate per raggiungerlo parte da Carona. Dal paese si prende il sentiero per i Laghi Gemelli, che sale attraverso una ripida pineta incrociando in diversi punti la teleferica dell'Enel, arrivando al Lago Marcio. Si costeggia il lago a sud fino a giungere in vista del Lago Casere, dove si incrocia il sentiero che sale da Branzi. Si prende quindi in direzione nord-est fino a raggiungere i Laghi Gemelli, e si attraversa la diga per dirigersi verso il Lago Colombo. Arrivati al lago si attraversa la diga e si prende il sentiero a sinistra, che porta verso il Lago Becco, per poi lasciarlo subito dopo e salire lungo il tracciato che a destra arriva fino alla base del Pizzo del Becco. Da qui si intraprende la salita detta del "canaletto", dove è posta una facile via ferrata che conduce fino in cresta, da dove si prosegue più agevolmente fino in vetta, che si raggiunge dopo circa 5 ore dalla partenza.
Alternativamente, salendo da Carona si può prendere anche il sentiero che, sotto la diga del Lago Marcio, si dirige verso il Lago Becco e prosegue verso il Lago Colombo fino a incrociare la salita che, verso sinistra, porta alle pendici del pizzo e si ricongiunge all'itinerario precedente, con tempistiche simili.
È possibile accorciare l'escursione di circa un'ora arrivando al rifugio Laghi Gemelli dalle Baite di Mezzeno (Roncobello) piuttosto che da Carona, seguendo il sentiero CAI 215, che attraversa il passo di Mezzeno.